# René Libert
René Libert (Krefeld, 5 april 1922 - Ganshoren, 12 mei 2007) was een Belgische atleet, die gespecialiseerd was in het verspringen. Hij werd driemaal Belgisch kampioen.

## Biografie
Libert begon op zijn dertiende met atletiek. Hij behaalde bij de jeugd enkele titels in het verspringen en het hoogspringen.
Tussen 1947 en 1949 werd Libert driemaal opeenvolgend Belgisch kampioen verspringen. In 1949 sprong hij tijdens de Grote Prijs Powell 7,12 m, slechts 2 cm onder het Belgisch record van François Braekman.
Libert was aangesloten bij FC Luik.

## Belgische kampioenschappen
| Onderdeel   | Jaar             |
| ----------- | ---------------- |
| verspringen | 1947, 1948, 1949 |

## Persoonlijk record
| Onderdeel   | Prestatie | Datum        | Plaats |
| ----------- | --------- | ------------ | ------ |
| verspringen | 7,12 m    | 24 juli 1949 | Luik   |

## Palmares
verspringen
- 1945:  BK AC - 6,35 m
- 1946:  BK AC - 6,71 m
- 1947:  BK AC - 6,88 m
- 1948:  BK AC - 6,75 m
- 1949:  BK AC - 7,01 m
- 1951:  BK AC - 6,71 m
- 1952:  BK AC - 6,91 m
- 1953:  BK AC - 6,84 m